# 黑脸琵鹭
黑面琵鷺（學名：Platalea minor），又名黑臉琵鷺、小琵鷺、黑面鹭、黑琵鷺、琵琶嘴鹭，俗稱飯匙鳥 ，台語稱作「烏面抐桮 （页面存档备份，存于）」 台灣賞鳥人士則俗稱為「黑琵」。因其扁平如湯匙狀的長嘴，與中國樂器中的琵琶極為相似，因而得名；亦因其姿態優雅，又有
「黑面舞者」的雅稱；屬於鸛形目、鹮科、琵鷺亞科，琵鷺亞科的鳥類全世界共六種，其中以黑面琵鷺數量最為稀少（已知六種琵鷺當中唯黑臉琵鷺屬瀕危物種），屬全球瀕危物種類別之一，因此當黑面琵鷺在每年一月至三月度冬時，東南亞觀鳥者會在多地觀測關注其過冬狀況並統計數量。黑面琵鷺現時只分布於東亞及東南亞地區。

## 特徵

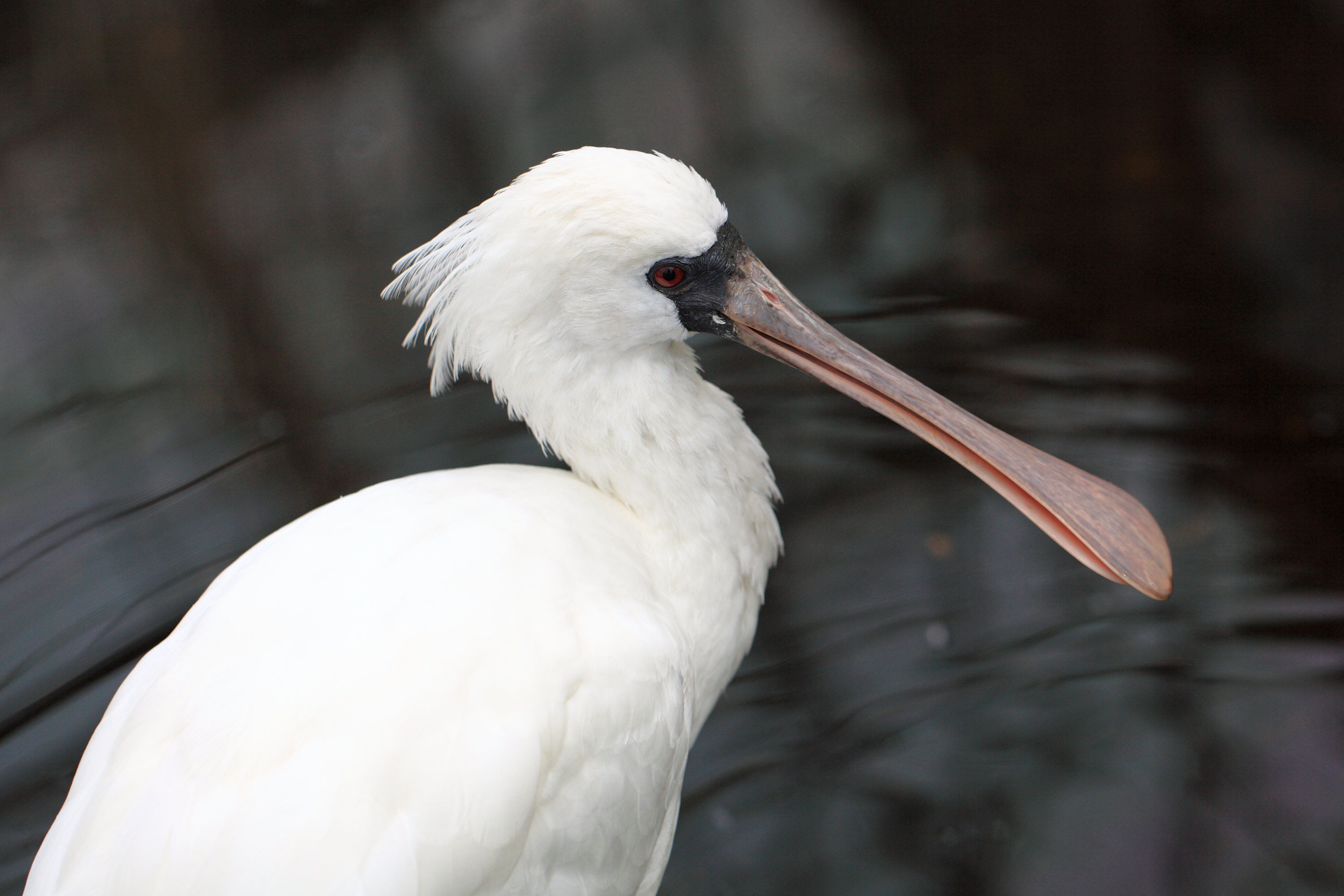
黑脸琵鹭幼鳥，與成鳥相比喙部較平滑

有琵琶的大嘴是琵鷺類鳥類共有的特徵，而黑面琵鷺是六種琵鷺種體型最小者。黑脸琵鹭長的很像可能混群的白琵鷺，但與白琵鷺比較，黑面琵鷺的體型稍小一點（也是琵鷺家族中體型最小的），且面部黑色裸露皮膚延伸至眼睛後方。腳黑色。繁殖期時，黑面琵鷺的冠羽和胸前的羽毛有明顯的黃色。亞成鳥喙部顏色較淺，較小且表面較為平滑，初級飛羽末端外緣及飛羽羽軸皆呈黑色。雛鳥羽色全白，色澤比亞成鳥淺。
體型：
全長（從嘴尖到尾巴末端的長度） ：74～85厘米
翼展（雙翼張開的長度）：約 110 厘米
站立高度：50～60 厘米
體重：約 1·46公斤至2·05公斤
四趾（半蹼）：約 25～30 厘米0～142 厘米。
羽色：主要以白色為主，展翼寬度約 130～142 厘米。
繁殖期（每年五月至七月）時成鳥的頭部和胸前會開始長出黃色的繁殖羽
| 黑面琵鷺部分羽毛的測量數據（測量單位：厘米） | 黑面琵鷺部分羽毛的測量數據（測量單位：厘米） | 黑面琵鷺部分羽毛的測量數據（測量單位：厘米） | 黑面琵鷺部分羽毛的測量數據（測量單位：厘米）         |
| 測量羽種                                     | 成鳥（冬羽）                                 | 亞成鳥                                       | 描述與差異                                           |
| -------------------------------------------- | -------------------------------------------- | -------------------------------------------- | ---------------------------------------------------- |
| 小翼羽（Alula）                              | 10.7                                         | 9.5                                          | 成鳥羽毛全白。亞成鳥羽軸黑色，外側羽緣黑褐色         |
| 初級大覆羽（Greater primary coverts）        | 11.2                                         | 11.6                                         | 成鳥羽毛全白。亞成鳥羽軸黑色                         |
| 初級飛羽（Primary remiges）                  | 28（第八枚）                                 | 29（第九枚）                                 | 成鳥羽毛全白。亞成鳥羽軸、外側羽瓣和末端黑色或黑褐色 |
| 初級翼下大覆羽                               | 8.3                                          | 7                                            | 成鳥全白。亞成鳥羽軸黑色                             |
| 次級飛羽（Secondary remiges）                | 19（第三枚）                                 | 18（第三枚）                                 | 成鳥全白。亞成鳥羽軸黑色                             |
| 次級大覆羽（Greater secondary coverts）      | 11.8                                         | 11.8                                         | 成鳥與亞成鳥羽毛皆為全白                             |

## 習性
本性機警，生活於河口、潮池、濕地或潮間帶，具群居性，偶爾會與警戒性較高的水鳥聚在一起；主要在濕地或魚塭等淺水域覓食，以喙微張並在水裡掃動的方式搜尋魚蝦或甲殼類。休息時會出現嬉戲的行為，同伴間會互相理羽。

## 繁殖

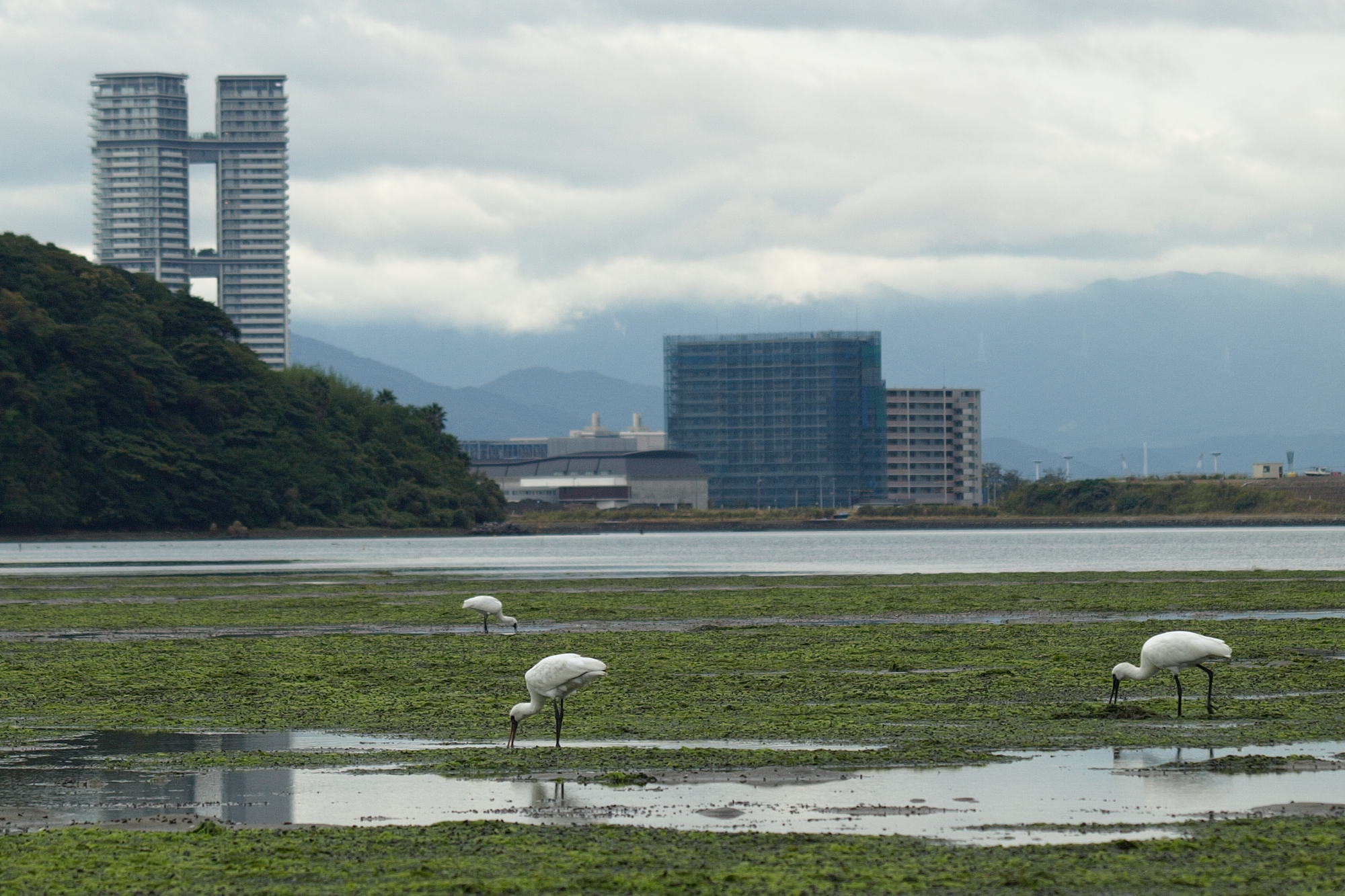
日本福岡縣和白濕地覓食的黑面琵鷺。遠方的是一座人工島，1994年動工至今仍在繼續建造

黑脸琵鹭於中國大陸、澳門、香港、日本、台灣、越南、泰國等地越冬（當中台灣為世界最大度冬區。其中，臺灣占全世界數量約六成（迄2020年），而臺南地區原以曾文溪口總數佔臺灣的9成，促使當地設有台江國家公園等保護區。近年學甲區農會所設立的「學甲溼地生態園區」，於2011年首度發現黑面琵鷺蹤影，該年度最高紀錄出現將近200隻成鳥。在台灣台南市，蒼鷺常常被認為是黑脸琵鹭即將抵達的徵兆，可能是因為蒼鷺前來度冬的時間與黑脸琵鹭相當接近的緣故。
黑面琵鷺主要繁殖於朝鮮半島的西部海岸，然而也有紀錄表示也在中國大陸東北方（遼寧省之間的小島）繁殖，當中以限制進入的朝韩非军事区為最大和成功的繁殖區。
黑脸琵鹭約在三至四歲達到性成熟。繁殖季（約五月至七月）期間，雄鳥飾羽會弄得蓬鬆並發出低沉聲音吸引雌鳥。習慣於荒島的岩壁上築巢，伴侶間會相互理羽，有助於增進雄鳥與雌鳥間的感情，並會持續至雌鳥產完所有卵為止。

## 保护

### 族群數量下降與保護運動
黑脸琵鹭族群的數量下降，主要來自棲息地遭到破壞、人為干擾和全球暖化，台灣師範大學生命科學系教授李壽先曾以分子遺傳學研究，推測黑面琵鷺的數量原本至少有上萬隻。而學者普遍相信，對黑面琵鷺造成負面影響的原因主要是由於棲地遭到破壞且受到汙染，以及人為干擾。
直至1980年代，黑臉琵鷺在香港和台灣皆是常年可見的渡冬候鳥，因此當時兩地的觀鳥者並未有意識到黑臉琵鷺族群瀕臨絕種的問題。然則，1984年赴港任工程師的Peter R. Kennerley為業餘觀鳥者，對東亞的稀有鳥類很有興趣。他因工作關係每年需往返中國、台灣、日本及韓國數次，這些地點為黑臉琵鷺的繁殖地、遷飛途經站和度冬地所在。他利用工餘時間聯繫各地鳥會，收集黑臉琵鷺的相關數據。他發現黑臉琵鷺在1930年代時依然在中國東南沿岸十分常見，但因亞洲國家工業化及人口急升，導致沿海地區急劇城市化，令原居於東亞河口泥灘的黑臉琵鷺一直減少。1989年，他在香港觀鳥會鳥類報告發表文章，提出黑臉琵鷺瀕危的事實。
1989年到1997年間，Kennerley的文章引起了東亞各地鳥會對黑臉琵鷺的關注和討論，國際鳥盟和日本觀鳥會則促成了跨國合作，數次召開國際會議，與一群東亞專家商討保育對策。由於當時專家並不清楚黑臉琵鷺實際的繁殖地，又不能進入朝鮮調查，因此香港、台灣及日本的專家於1998年至1999年間，在港台兩地的度冬地展開人造衛星追蹤計劃。當黑臉琵鷺在三月背著追蹤器飛回繁殖地時，他們發現黑臉琵鷺的繁殖地在三八線一帶。在確認繁殖地後，保育團體在黑臉琵鷺的遷徙路線和度冬地展開教育工作。香港方面，世界自然基金會在唯一不受發展壓力的黑臉琵鷺三大度冬地之一米埔自然保護區設立公眾導賞團，並推廣雀鳥保育概念。經過多年公眾教育，香港市民已認識黑臉琵鷺，並認同保育黑臉琵鷺的理念。
台灣方面，保育黑臉琵鷺工作相對困難。台南市七股區（原台南縣七股鄉）曾文溪口為黑臉琵鷺的度冬地，但該地在1990年代初面對七股濱南工業區開發計劃，當時只有一半縣民認同應把地方劃作保育區。1992年，當地發生因黑臉琵鷺在魚塘吃魚被槍殺的事件，雖然這顯示黑臉琵鷺不受漁民歡迎，但引起台灣對保育黑臉琵鷺的關注。之後，國際鳥盟及日本野鳥會呼籲台灣設立永久保護區，農委會公告黑臉琵鷺為第一級瀕危絕種保育類動物。同時，台南及高雄有逾萬市民聯署呼籲政府設保護區，2002年七股區設立黑臉琵鷺保護區，並於2009年劃入台江國家公園。前述的工業區開發案，因反對聲音不斷。在2006年正式擱置。
此外，2002年底發生黑脸琵鹭肉毒桿菌集體中毒事件，對黑脸琵鹭的保護產生極大的傷害亦引起關注。 （页面存档备份，存于）

#### 統計
1988年，Kennerley致函中華鳥會，希望協助提供台灣黑脸琵鹭的資料；兩年後，他發表了第一份正式的黑脸琵鹭統計報告〈A review of the status and distribution of the Black-faced Spoonbill〉，報告中表示全世界黑脸琵鹭數量僅剩288隻，引起國際間許多關注。而後，許多有黑面琵鷺棲息（包含繁殖及越冬）的國家開始進行統計該鳥類的數量；1997年，香港生態顧問公司負責人戴名揚（Thomas D. Dahmer）將黑面琵鷺的統計範圍擴大至當時已知的整個度冬區，並號召全球的觀察者於每年一月下旬同步進行調查，首次普查僅記錄到535隻，爾後大抵有增加趨勢。2003年，香港觀鳥會開始接手族群的統計工作。以下為1997年至今的調查紀錄。
| 年分 | 日期        | 錄得總數 | 變化趨勢 | 資料來源                                                        |
| ---- | ----------- | -------- | -------- | --------------------------------------------------------------- |
| 2003 | 01.24–01.26 | 1,069    | ▲ 10.3%  | 2003年黑臉琵鷺全球同步普查報告 （页面存档备份，存于）           |
| 2004 | 01.16–01.18 | 1,206    | ▲ 12.8%  | 2004年黑臉琵鷺全球同步普查報告 （页面存档备份，存于）           |
| 2005 | 01.21–01.23 | 1,475    | ▲ 22.3%  | 2005年黑臉琵鷺全球同步普查報告 （页面存档备份，存于）           |
| 2006 | 01.06–01.08 | 1,679    | ▲ 13.8%  | 2006年黑臉琵鷺全球同步普查報告 （页面存档备份，存于）           |
| 2007 | 01.19–01.21 | 1,695    | ▲ 1.0%   | 2007年黑臉琵鷺全球同步普查報告 （页面存档备份，存于）           |
| 2008 | 01.11–01.13 | 2,065    | ▲ 21.8%  | 2008~2009年黑臉琵鷺全球同步普查報告 （页面存档备份，存于）      |
| 2009 | 01.09–01.11 | 2,041    | ▼ 1.2%   | 2008~2009年黑臉琵鷺全球同步普查報告 （页面存档备份，存于）      |
| 2010 | 01.08–01.10 | 2,347    | ▲ 15.0%  | 2010年黑臉琵鷺全球同步普查報告 （页面存档备份，存于）           |
| 2011 | 01.21–01.23 | 1,839    | ▼ 21.6%  | 2011~2012年黑臉琵鷺全球同步普查報告 （页面存档备份，存于）      |
| 2012 | 01.13–01.15 | 2,693    | ▲ 46.4%  | 2011~2012年黑臉琵鷺全球同步普查報告 （页面存档备份，存于）      |
| 2013 | 01.11–01.13 | 2,725    | ▲ 1.2%   | 2013年黑臉琵鷺全球同步普查報告 （页面存档备份，存于）           |
| 2014 | 01.17–01.19 | 2,726    | ▲ 0.04%  | 2014年黑臉琵鷺全球同步普查報告 （页面存档备份，存于）           |
| 2015 | 01.16–01.18 | 3,272    | ▲ 20.0%  | 2015年黑臉琵鷺全球同步普查報告 （页面存档备份，存于）           |
| 2016 | 01.15–01.17 | 3,356    | ▲ 2.6%   | 2016年黑臉琵鷺全球同步普查報告 （页面存档备份，存于）           |
| 2017 | 01.13–01.15 | 3,941    | ▲ 17.4%  | 2017年黑臉琵鷺全球同步普查報告 （页面存档备份，存于）           |
| 2018 | 01.19–01.21 | 3,941    | 無變化   | 2018年黑臉琵鷺全球同步普查報告 （页面存档备份，存于）           |
| 2019 | 01.25–01.27 | 4,463    | ▲ 13.2%  | 2019年黑臉琵鷺全球同步普查結果（含報告） （页面存档备份，存于） |
| 2020 | 01.17–01.19 | 4,864    | ▲ 9.0%   | 2020年黑臉琵鷺全球同步普查結果（含報告） （页面存档备份，存于） |
| 2021 | 01.15–01.17 | 5,222    | ▲ 7.4%   | 2021年黑臉琵鷺全球同步普查結果 （页面存档备份，存于）           |
| 2022 | 01.07–01.09 | 6,162    | ▲ 18.0%  | 2022年黑臉琵鷺全球同步普查報告 （页面存档备份，存于）           |
| 2023 | 01.06–01.08 | 6,633    | ▲ 7.6%   | 2023年黑臉琵鷺全球同步普查報告 （页面存档备份，存于）           |
| 2024 | 01.19–01.21 | 6,988    | ▲ 5.4%   | 2024年黑臉琵鷺全球同步普查結果 （页面存档备份，存于）           |

#### 黑脸琵鹭的保護程度
- IUCN濒危等级：EN C1+2b，生效年代：2003年
- IUCN濒危等级：受威胁，生效年代：1996年
- 中华民国行政院农业委员会：第一类濒临绝种保育类野生动物，生效年代：1992年
- 中國國家重點保護等级：一级，生效年代：2021年
- 中国濒危动物红皮书等级：濒危，生效年代：1996年
- 日本環境省滅危懼 IA 類
- 韓國天然紀念物

## 渡冬棲地
粵港澳大灣區、香港、台南及越南紅河河口為黑臉琵鷺的三大渡冬地。

### 香港渡冬棲地分布
渡冬地點集中於后海灣一帶，包括米埔自然保護區及香港濕地公園。

### 江門渡冬棲地分布
渡冬地點集中於新會區一帶，包括銀湖灣濕地公園。

### 台灣渡冬棲地分布
渡冬地點多在海岸附近地區，例如河口、潟湖、海埔地、鹹水沼澤、紅樹林等地，主要分佈於七股潟湖、魚塭區、曾文溪口海埔地、另外還有學甲急水溪畔濕地。另外可見於許多其他濕地裡，但是出現數量均不多，停留時間也不長，例如宜蘭礁溪塭底地區。
位處急水溪畔的「學甲溼地生態園區」，自2011年開始至今，每年可觀察到前來棲息的黑面琵鷺都在200隻以上，最高紀錄曾達到428隻。
花蓮已連續3年發現黑面琵鷺停留，2013年有5隻在花蓮度冬停留1個多月，而2011年有1隻黑面琵鷺、1隻白琵鷺。

## 环志信息
近年来东亚地区采取统一规格对黑面琵鹭进行环志研究，迄今为止已经环志的黑面琵鹭信息如下。在野外看到佩有下述脚环的黑面琵鹭就应该尽快联系当地的鸟类环志机构，以协助搜集关于黑面琵鹭繁殖迁徙的相关资料。
| 环志地點 | 环志時間               | 右腳          | 左腳         | 金屬環   | 衛星發報器 |
| 韓國     | 1995年7月14號          | 紅-綠         | 黃（無編號） | 無金屬環 | 無         |
| 韓國     | 1995年7月14號          | 紅-藍         | 黃（無號）   | 無金屬環 | 無         |
| 香港     | 1998年2月26號          | 綠（編號A01） | 綠-紅        | 有金屬環 | 無         |
| 香港     | 1998年2月26號          | 綠（編號A02） | 綠-黃        | 有金屬環 | 無         |
| 香港     | 1998年2月26號          | 綠（編號A03） | 綠-藍        | 有金屬環 | 無         |
| 香港     | 1998年2月26號          | 綠（編號A04） | 綠-白        | 有金屬環 | 無         |
| 香港     | 1998年2月26號          | 綠（編號A05） | 白-紅        | 有金屬環 | 無         |
| 香港     | 1998年2月26號          | 綠（編號A06） | 白-黃        | 有金屬環 | 無         |
| 香港     | 1998年2月26號          | 綠（編號A07） | 白-藍        | 有金屬環 | 無         |
| 香港     | 1998年2月26號          | 綠（編號A08） | 白-綠        | 有金屬環 | 無         |
| 香港     | 1998年2月26號          | 綠（編號A09） | 紅-黃        | 有金屬環 | 無         |
| 香港     | 1998年2月26號          | 綠（編號A10） | 紅-藍        | 有金屬環 | 無         |
| 香港     | 1998年2月26號          | 綠（編號A11） | 紅-綠        | 有金屬環 | 無         |
| 香港     | 1998年2月26號          | 綠（編號A12） | 紅-白        | 有金屬環 | 無         |
| 香港     | 1998年2月26號          | 綠（編號A13） | 黃-紅        | 有金屬環 | 無         |
| 香港     | 1999年1月9號           | 綠（編號A14） | 黃-藍        | 有金屬環 | 無         |
| 香港     | 1999年1月9號           | 綠（編號A15） | 黃-綠        | 有金屬環 | 無         |
| 香港     | 1999年1月9號           | 綠（編號A16） | 黃-白        | 有金屬環 | 無         |
| 香港     | 1999年1月10號          | 綠（編號A17） | 藍-紅        | 有金屬環 | 無         |
| 香港     | 1999年1月10號          | 綠（編號A18） | 藍-黃        | 有金屬環 | PTT-11317  |
| 香港     | 1999年1月10號          | 綠（編號A19） | 藍-綠        | 有金屬環 | PTT-11707  |
| 香港     | 1999年1月10號          | 綠（編號A20） | 藍-白        | 有金屬環 | 無         |
| 香港     | 1999年1月11號          | 綠（編號A21） | 綠-紅-黃     | 有金屬環 | 無         |
| 香港     | 1999年1月11號          | 綠（編號A22） | 綠-紅-藍     | 有金屬環 | 無         |
| 香港     | 1999年1月11號          | 綠（編號A23） | 綠-紅-綠     | 有金屬環 | 無         |
| 香港     | 2001年2月1號           | 綠（編號A25） | 綠-黃-紅     | 不詳     | 不詳       |
| 香港     | 2002年1月30號          | 綠（編號A26） | 綠-黃-藍     | 有金屬環 | 無         |
| 香港     | 2002年12月5號          | 綠（編號A27） | 無彩環       | 有金屬環 | 無         |
| 香港     | 2002年12月5號          | 綠（編號A28） | 無彩環       | 有金屬環 | 無         |
| 香港     | 2002年12月5號          | 綠（編號A29） | 無彩環       | 有金屬環 | 無         |
| 香港     | 2002年12月5號          | 綠（編號A30） | 無彩環       | 有金屬環 | 無         |
| 香港     | 2002年12月5號          | 綠（編號A31） | 無彩環       | 有金屬環 | 無         |
| 香港     | 2002年12月5號          | 綠（編號A32） | 無彩環       | 有金屬環 | 無         |
| 香港     | 2002年12月5號          | 綠（編號A33） | 無彩環       | 有金屬環 | 無         |
| 香港     | 2002年12月5號          | 綠（編號A34） | 無彩環       | 有金屬環 | 無         |
| 香港     | 2002年12月5號          | 綠（編號A35） | 無彩環       | 有金屬環 | 無         |
| 香港     | 2002年12月5號          | 綠（編號A36） | 無彩環       | 有金屬環 | 無         |
| 香港     | 2002年12月5號          | 綠（編號A37） | 無彩環       | 有金屬環 | 無         |
| 台灣     | 1997年12月22號         | 紅-白-紅      | 紅（無編號） | 無金屬環 | 無         |
| 台灣     | 1997年12月22號         | 白（無編號）  | 藍-白-藍     | 無金屬環 | 無         |
| 台灣     | 1997年12月30號         | 紅-白-紅      | 黃-白-黃     | 無金屬環 | 無         |
| 台灣     | 1998年1月4號           | 無環          | 藍-白        | 無金屬環 | 無         |
| 台灣     | 1998年12月21號         | 鋁H1          | 紅-白        | 有金屬環 | 無         |
| 台灣     | 1998年12月21號         | 鋁H2          | 白-藍        | 有金屬環 | 無         |
| 台灣     | 1998年2月19號          | 藍（編號T01） | 藍-紅        | 無金屬環 | PTT-04517  |
| 台灣     | 1998年2月25號          | 藍（編號T05） | 綠-紅        | 無金屬環 | 無         |
| 台灣     | 1998年3月2號           | 藍（編號T06） | 綠-黃        | 無金屬環 | PTT-04518  |
| 台灣     | 1998年3月10號          | 藍（編號T07） | 綠-藍        | 無金屬環 | PTT-04516  |
| 台灣     | 1998年12月8號          | 藍（編號T08） | 綠-白        | 有金屬環 | 無         |
| 台灣     | 1998年12月8號          | 藍（編號T09） | 白-紅        | 有金屬環 | 無         |
| 台灣     | 1998年12月8號          | 藍（編號T10） | 白-黃        | 有金屬環 | 無         |
| 台灣     | 1998年12月8號          | 藍（編號T11） | 白-藍        | 有金屬環 | 無         |
| 台灣     | 1999年1月9號           | 藍（編號T13） | 紅-黃        | 有金屬環 | 無         |
| 台灣     | 1999年1月10號          | 藍（編號T14） | 紅-藍        | 有金屬環 | PTT-02232  |
| 台灣     | 1999年1月10號          | 藍（編號T15） | 紅-綠        | 有金屬環 | 無         |
| 台灣     | 1999年1月11號          | 藍（編號T16） | 紅-白        | 有金屬環 | PTT-02219  |
| 台灣     | 2003年3月16號          | 藍（編號T17） | 白-黃-紅     | 無金屬環 | 無         |
| 台灣     | 1999年3月13號          | 藍（編號T18） | 黃-藍        | 有金屬環 | 無         |
| 台灣     | 1999年3月13號          | 藍（編號T19） | 黃-綠        | 有金屬環 | 無         |
| 台灣     | 2003年2月18號          | 棕（左腳T20） | 淺藍-紅      | 有金屬環 | 無         |
| 台灣     | 2003年2月18號          | 棕（左腳T21） | 淺藍-黃      | 有金屬環 | 無         |
| 台灣     | 2003年2月18號          | 棕（繪號T22） | 黃-淺藍      | 有金屬環 | 無         |
| 台灣     | 2003年2月18號          | 棕（繪號T23） | 紅-淺藍      | 有金屬環 | 無         |
| 台灣     | 2003年2月18號          | 棕（繪號T24） | 淺綠-紅      | 有金屬環 | 無         |
| 台灣     | 2003年2月18號          | 棕（繪號T25） | 淺綠-淺藍    | 有金屬環 | 無         |
| 台灣     | 2003年2月18號          | 棕（繪號T26） | 棕-黃        | 有金屬環 | 無         |
| 台灣     | 2003年2月18號          | 棕（繪號T27） | 淺藍-棕      | 有金屬環 | 無         |
| 台灣     | 2003年2月18號          | 棕（繪號T28） | 淺藍-淺綠    | 有金屬環 | 無         |
| 台灣     | 2003年2月18號          | 棕（繪號T30） | 黃-紅        | 有金屬環 | 無         |
| 台灣     | 2003年2月18號          | 棕（繪號T31） | 淺黃-綠      | 有金屬環 | 無         |
| 台灣     | 2003年2月18號          | 棕（繪號T32） | 黃-棕        | 有金屬環 | 無         |
| 台灣     | 2003年2月18號          | 棕（繪號T34） | 紅-棕        | 有金屬環 | 無         |
| 台灣     | 2003年2月18號          | 棕（繪號T35） | 棕-淺藍      | 有金屬環 | 無         |
| 台灣     | 2003年2月18號          | 棕（繪號T36） | 棕-紅        | 有金屬環 | 無         |
| 台灣     | 2003年3月15號或3月16號 | 藍（編號T37） | 綠-紅-黃     | 無金屬環 | 無         |
| 台灣     | 2004年12月13號         | 藍（編號T38） | 綠-紅-藍     | 無金屬環 | 無         |
| 台灣     | 2004年12月13號         | 藍（編號T39） | 綠-紅-綠     | 無金屬環 | 無         |
| 中國     | 2000年12月25號         | 綠（編號A24） | 綠-紅-白     | 有金屬環 | 無         |
| 韓國     | 2002年6月4號           | 紅（編號K31） | 紅-綠-藍     | 有金屬環 | 無         |
| 韓國     | 2002年6月4號           | 紅（編號K32） | 紅-綠-白     | 有金屬環 | 無         |
| 韓國     | 2002年6月4號           | 紅（編號K33） | 紅-白-紅     | 有金屬環 | 無         |
| 韓國     | 2002年6月4號           | 紅（編號K34） | 紅-白-黃     | 有金屬環 | 無         |
| 韓國     | 2002年6月4號           | 紅（編號K35） | 紅-白-藍     | 有金屬環 | 無         |
| 韓國     | 2002年6月4號           | 紅（編號K36） | 紅-白-綠     | 有金屬環 | 無         |
| 韓國     | 2002年6月4號           | 紅（編號K37） | 黃-紅-黃     | 有金屬環 | 無         |
| 韓國     | 2002年6月4號           | 紅（編號K38） | 黃-紅-藍     | 有金屬環 | 無         |
| 日本     | 2004年3月10號          | 黃（編號J01） | 黃-紅        | 有金屬環 | 有         |
| 日本     | 2004年3月10號          | 黃（編號J02） | 黃-藍        | 有金屬環 | 有         |

## 擴展閱讀
維基物種上的相關：黑面琵鷺
- Swennen, C., & Yu, Y. . Waterbirds. 2005, 28 (1).
- Chesser, R.Terry; Yeung, Carol K.L.; Yao, Cheng-Te; Tians, Xiu-Hua; Li Shou-Hsien.  (PDF). Zootaxa. 2010, 2603: 53–60  [2013-12-18]. （原始内容存档 (PDF)于2021-01-01）.
- 顏重威, 趙正階, 鄭光美, 許維樞, 譚耀匡. . 翠鳥文化事業有限公司. 1996年3月: p.29（sp.68）. ISBN 957-99238-0-9.
- 約翰∙馬敬能, 卡倫∙菲利普斯, 何芬奇. . 湖南教育出版社. 2000年6月: p.220, pl.62（sp.563）. ISBN 7-5355-3224-1.

## 外部連結
- 黑面琵鷺的照片* 台灣黑面琵鷺保育學會（页面存档备份，存于）和討論區 （页面存档备份，存于）
- 全球黑面琵鷺回報系統 （页面存档备份，存于）
- 台灣黑面琵鷺聯絡網